# منتخبات بهنا فلم

منتخبات بهنا فيلم صرح وكالة تم تشيدها في ثلاثينيات القرن الماضي على يد المهندس الإيطالي بيولتو على مدى 12 سنة في شارع الصحافة بالإسكندرية، على مساحة كبيرة وملحق بها ساحة مخصصة كاسطبلات لخيول التجار الذين يأتون للوكالة. الوكالة مملوكة لعائلة بهنا التي تعود أصولها للموصل في العراق. هاجرت عائلة بهنا إلى لبنان ثم استقرت في النهاية في مصر حيث أسس الأخوة بهنا الوكالة، وتغيرت ملامح الحياة خلال الألفية الجديدة فأصبح شارع الصحافة هو شارع الكنيسة المارونيه الآن، وتحولت الساحة من مكان للخيول إلى مكان يضم العديد من المحال التجارية ومقهى شعبي، لكن ما لم يتغير هي شقه في الدور الأول للمبنى، وبها أقيمت وكالة «بهنا فيلم» أو «منتخبات بهنا فيلم».
قام الاخوة بهنا بإنتاج أول أفلامهم «أنشودة الفؤاد» مع ريمون النحاس عام 1931، والذي يعد ثاني فيلم عربي طويل ناطق في السينما المصرية، وأول فيلم غنائي، اشترك في تمثيله الفنانة نادرة والفنان جورج أبيض ووضع الشيخ زكريا أحمد الألحان، ولم يلق الفيلم النجاح المرجو منه، وخسر الأخوة «بهنا» الكثير من المال وقرروا التوقف عن إنتاج الأفلام والعمل في توزيعها فقط. استمرت في توزيع الأفلام من عام 1932 لعام 1964 وقد نجحت في ذلك بالاشتراك مع العديد من شركات الإنتاج كأفلام محمد فوزي وغيرها، ولكنها وقعت تحت الحراسة عقب سياسة التأميم، إدارتها الحكومة لفترة ولكنها لم تستطع إدارتها كما كانت فقاموا بإغلاقها. دخل وريث العائلة بازيل بهنا، في العديد من القضايا لاسترجاع ممتلكات عائلته وفي السبعينيات ألغيت الحراسة واستعادت العائلة ممتلكات الوكالة، وفي بداية عام 2006 قابل بازيل بهنا، الفنانين عبد الله ضيف، وسامح الحلواني، وعلياء الجريدي، أعضاء مؤسسة «جدران» وتحدثوا معه كهاوي وعاشق للسينما يريد إعادة تراث عائلته مرة أخرى. قرر أعضاء مؤسسة «جدران» إعادة افتتاح وكالة بهنا مرة أخرى، عن طريق متطوعين من الشباب وبعض الفنانين الذين سمعوا عن المبادرة، وشاركوا في إعادة ترميم المكان بجهود ذاتية ودعم من مؤسسة «جدران»، وقد حافظوا على شكل المكان التاريخي خلال عملية الترميم، ووجدوا العديد من الأفلام والصور والبوسترات النادرة. يقول عبد الله ضيف، إنهم لم يجدوا الأفلام نفسها بل شيئًا يدل على أن هناك فيلم تم إنتاجه يحمل عنوان كذا، وذلك من خلال صورة أو بوستر أو مكاتبة بين الوكالة ودار العرض التي عرض فيها الفيلم.

## أعمال الوكالة
لإنتاج: فيلم «أنشودة الراديو» للمخرج الإيطالي توليو كياريني  عام 1936 - فيلم «قلب يحترق» للمخرج كمال الشيخ عام 1959.
التوزيع (178 فيلم) أهمها: المندوبان (1934) – المعلم بحبح (1935) - منيت شبابي (قصة نشيد الأمل) 1937 – رجل بين امرأتين (1940) – علي بابا والأربعين حرامي (1942) – هذا جناه أبي (1945) – شاطئ الغرام (1950) – قلوب الناس (1954) – بفكر في اللي ناسيني (1959) – شقاوة بنات (1963).

## وصلات خارجية
https://www.masress.com/adab/7760 منتخبات بهنا فلم
https://elcinema.com/person/1038217 منتخبات بهنا فلم